# Gastón Erice
Gastón Fernando Erice (Buenos Aires, 19 de julio de 1955) es un militar argentino en situación de retiro con el grado de almirante. Fue el jefe del Estado Mayor General de la Armada (JEMGA) desde su designación el 3 de julio de 2013 hasta su relevo el 14 de enero de 2016.

## Carrera
Ingresó a la Escuela Naval Militar en 1972. El 30 de diciembre de 1976, egresó como guardiamarina de Flota de Mar.

### Oficial subalterno
En sus primeros años sirvió en el ARA General Belgrano, posteriormente en el buque hidrográfico ARA Comodoro Rivadavia. Sirvió después en la División Corbetas y en los destructores ARA Almirante Domecq García y ARA La Argentina, entre otros destinos.
Años más tarde, Erice se graduó en un curso de Capacitación en Operación de Armas, Sensores y Comando y Control de los Destructores Meko 360, en la República Federal de Alemania.
Realizó en la Escuela de Guerra Naval el curso de oficial de Comando y Estado Mayor Naval en 1993, título que le permitió ascender a los grados reservados para los oficiales superiores.

### Oficial jefe
Ostentando el rango de capitán de corbeta, comandó la lancha rápida ARA Indómita e integró el Estado Mayor del Comando en Jefe de la Flota del Atlántico de los Estados Unidos.
Como capitán de fragata fue designado jefe de la División Operaciones de Superficie del Comando de Operaciones Navales y luego se lo destinó al destructor ARA Sarandí, donde se desempeñó como comandante de susodicho navío.

### Oficial superior
Una vez que accedió a la jerarquía de capitán de navío, fue puesto frente al Comando de la División de Destructores y luego se lo designó como titular de la Jefatura de la Comisión Naval en Europa.
Accedió al grado de contralmirante a fines del 2008. Con dicho grado militar, ejerció la Dirección de Operaciones, Políticas y Planes de la Armada y la Dirección General de Planes, Programas y Presupuesto.
Siendo febrero del año 2012 Gastón Erice fue nombrado comandante de Adiestramiento y Alistamiento de la Armada. Sin embargo, pocos meses después, más precisamente el 5 de noviembre de 2012, fue puesto al frente de la Subjefatura del Estado Mayor General de la Armada, luego de que el vicealmirante Daniel Martín, quién era entonces subjefe, fuera nombrado titular de la marina tras el pase a retiro del almirante Carlos Paz, por entonces jefe de la Armada.
El 26 de junio de 2013 fue nombrado jefe del Estado Mayor General de la Armada, cargo que asumió formalmente el 3 de julio de 2013.
El 18 de diciembre de 2013 fue promovido a vicealmirante y el 25 de julio de 2014 recibió el grado de almirante.

## Distintivos y condecoraciones
- Distintivo Cuerpo de Comando - Escalafón Naval (Escuela Naval Militar)
- Curso de Comando y Estado Mayor (Escuela de Guerra Naval)
- Medalla al Mérito Naval otorgada por la Armada de los Estados Unidos de América. (1997)[2]
- Medalla "Al Mérito Tamandare", otorgada por el Comandante de la Marina del Brasil.(2010)[8]
- Medalla y Distintivo "Servicios CAMAS", concedida por el Jefe del Estado Mayor General de la Armada Argentina y Representación de la Junta de Comandantes del Área Marítima del Atlántico Sur. (2012)
- Medalla "Orden al Mérito Naval", en el grado de "Gran Comendador", otorgada por el Comandante de la Marina del Brasil.(2012)[8]
- Medalla "Orden al Mérito Naval", en el grado de "Gran Oficial", otorgada por el Comandante de la Marina del Brasil.(2014)[8]